# Ksawery Branicki (przyrodnik)
Ksawery Władysław Aleksander Konstanty Andrzej Leon Branicki (ur. 19 kwietnia 1864 w Paryżu, zm. 18 czerwca 1926 w Montrésor) – polski przyrodnik, muzealnik, kolekcjoner; hrabia.

## Życiorys
Prawnuk targowiczanina Franciszka Ksawerego, syn Konstantego Branickiego (podróżnika i kolekcjonera, zm. 1884). Był stryjecznym bratem Władysława Branickiego.
Dziedzic wielkich majątków ziemskich na kijowszczyźnie, właściciel dóbr Montrésor we Francji (odziedziczonych po stryju Ksawerym), od 1892 roku właściciel dóbr wilanowskich odziedziczonych po Aleksandrze Potockiej, od 1911 właściciel dóbr Roś (ordynacja roska) na grodzieńszczyźnie odziedziczonych po wuju Stefanie Potockim.
Finansował badania przyrodnicze w Ameryce Południowej i Afryce. Kontynuował rozpoczęte przez ojca gromadzenie zbiorów przyrodniczych, głównie zoologicznych i w 1887 udostępnił je publiczności w prywatnym muzeum przyrodniczym (Muzeum im. Branickich), które w 1919 przekazał państwu polskiemu. Wraz ze zbiorami Gabinetu Zoologicznego powstałego w 1819 roku przy Uniwersytecie Warszawskim utworzyło ono Dział Zoologiczny Narodowego Muzeum Przyrodniczego.
Przez 20 lat był prezesem Warszawskiego Towarzystwa Wioślarskiego, najstarszego polskiego stowarzyszenia sportowego.
W odpowiedzi na deklarację wodza naczelnego wojsk rosyjskich wielkiego księcia Mikołaja Mikołajewicza Romanowa z 14 sierpnia 1914 roku, podpisał telegram dziękczynny, głoszący m.in., że krew synów Polski, przelana łącznie z krwią synów Rosyi w walce ze wspólnym wrogiem, stanie się największą rekojmią nowego życia w pokoju i przyjaźni dwóch narodów słowiańskich.
W czasie I wojny światowej, po zajęciu Warszawy przez Niemców w 1915 wyjechał do Kijowa. Po zakończeniu wojny przebywał głównie w Montrésor. Miał opinię dziwaka i skąpca w życiu prywatnym, prawdopodobnie z powodu ograniczania osobistych wydatków po utracie w wyniku rewolucji bolszewickiej dóbr ukraińskich i dochodów ze zniszczonych w czasie wojny polsko-bolszewickiej dóbr Roś. Znaczne środki przeznaczał na utrzymanie podupadłych po wojnie pałacu i zbiorów muzeum w Wilanowie.
Żonaty (1886) z cioteczną siostrą, Anną Potocką (1863–1953), córką Adama J. Potockiego z Krzeszowic. Miał pięcioro dzieci: córki Jadwigę i Katarzynę, a także trzech synów, zmarłych przed nim Władysława i Konstantego oraz Adama.
Zmarł w Montrésor w czerwcu 1926 roku zapisując dobra wilanowskie i roskie synowi Adamowi, a Montrésor córce Jadwidze, zamężnej ze Stanisławem Reyem.